# Phlebotaenia cowellii
Phlebotaenia cowellii är en jungfrulinsväxtart som beskrevs av Nathaniel Lord Britton. Phlebotaenia cowellii ingår i släktet Phlebotaenia och familjen jungfrulinsväxter. Inga underarter finns listade i Catalogue of Life.